# Tomislav Brkić
Tomislav Brkić (nacido el 9 de marzo de 1990) es un tenista profesional bosnio. Su ranking individual más alto fue el No. 212 alcanzado el 6 de octubre de 2014, mientras que en dobles, el 17 de enero de 2022, ocupó el puesto 40, el más alto de su carrera.

## Títulos ATP (2; 0+2)

### Dobles (2)
| Leyenda                         |
| Grand Slam (0)                  |
| ATP World Tour Finals (0)       |
| ATP World Tour Masters 1000 (0) |
| ATP World Tour 500 (0)          |
| ATP World Tour 250 (2)          |

| N.º | Fecha               | Torneo       | Superficie    | Pareja           | Oponentes en la final       | Resultado |
| --- | ------------------- | ------------ | ------------- | ---------------- | --------------------------- | --------- |
| 1.  | 7 de marzo de 2021  | Buenos Aires | Tierra batida | Nikola Čačić     | Ariel Behar Gonzalo Escobar | 6-3, 7-5  |
| 2.  | 24 de julio de 2022 | Gstaad       | Tierra batida | Francisco Cabral | Robin Haase Philipp Oswald  | 6-4, 6-4  |

#### Finalista (3)
| N.º | Fecha                 | Torneo   | Superficie    | Pareja       | Oponentes en la final                 | Resultado        |
| --- | --------------------- | -------- | ------------- | ------------ | ------------------------------------- | ---------------- |
| 1.  | 11 de abril de 2021   | Marbella | Tierra batida | Nikola Čačić | Ariel Behar Gonzalo Escobar           | 2-6, 4-6         |
| 2.  | 24 de julio de 2021   | Umag     | Tierra batida | Nikola Čačić | Fernando Romboli David Vega Hernández | 3-6, 5-7         |
| 3.  | 24 de octubre de 2021 | Moscú    | Dura (i)      | Nikola Čačić | Harri Heliövaara Matwé Middelkoop     | 5-7, 6-4, [9-11] |

## Títulos Challenger; 11 (0+11)

### Dobles (11)
| N.º | Fecha      | Torneo                  | Superficie    | Pareja          | Oponentes en la final                   | Resultado         |
| --- | ---------- | ----------------------- | ------------- | --------------- | --------------------------------------- | ----------------- |
| 1.  | 03.02.2013 | Challenger de Sarajevo  | Dura          | Mirza Bašić     | Igor Zelenay Karol Beck                 | 6-3, 7-5          |
| 2.  | 18.11.2017 | Challenger de Pune      | Dura          | Ante Pavić      | Pedro Martínez Adrián Menéndez-Maceiras | 6-1, 7-65         |
| 3.  | 23.06.2018 | Challenger de Poprad    | Tierra batida | Ante Pavić      | Nikola Čačić Luca Margaroli             | 6-3, 4-6, [16-14] |
| 4.  | 29.07.2018 | Challenger de Padua     | Tierra batida | Ante Pavić      | Walter Trusendi Andrea Vavassori        | 6-2, 7-6          |
| 5.  | 29.06.2019 | Challenger de Milán     | Tierra batida | Ante Pavić      | Andrei Vasilevski Andrea Vavassori      | 7-66, 6-2         |
| 6.  | 14.07.2019 | Challenger de Perugia   | Tierra batida | Ante Pavić      | Rogerio Dutra Silva Szymon Walków       | 6-4, 6-3          |
| 7.  | 17.08.2019 | Challenger de Cordenons | Tierra batida | Ante Pavić      | Nikola Čačić Antonio Šančić             | 6-2, 6-3          |
| 8.  | 25.08.2019 | Challenger de L'Aquila  | Tierra batida | Ante Pavić      | Luca Margaroli Andrea Vavassori         | 6-3, 6-2          |
| 9.  | 21.09.2019 | Challenger de Biella    | Tierra batida | Ante Pavić      | Ariel Behar Andrey Golubev              | 7-6, 6-4          |
| 10. | 26.09.2020 | Challenger de Forli     | Tierra batida | Nikola Čačić    | Andrey Golubev Andrea Vavassori         | 3-6, 7-5, [10-3]  |
| 11. | 10.10.2020 | Challenger de Parma     | Tierra batida | Marcelo Arévalo | Ariel Behar Gonzalo Escobar             | 6-4, 6-4          |